# Дубоко плаво море
Дубоко плаво море (енгл. Deep Blue Sea), је амерички научнофантастични акциони хорор филм из 1999. године, у режији Ренија Харлина, а по сценарију Данкана Кенедија, Доне Пауерс и Вејна Пауерса. Главне улоге играју Сефрон Бароуз, Томас Џејн Семјуел Л. Џексон, Мајкл Рапапорт и LL Cool J.

## Радња
Научници подводне лабораторије Акватика, коју води др Сузан Мекалистер, развијају лек за Алцхајмерову болест заснован на екстракту мождане супстанце мако ајкула. Пошто је мозак ајкула премали, Сузан и њен колега, др Џим Витлок, потајно прибегавају методама генетског инжењеринга да би га повећали. Као резултат експеримента, три морске ајкуле претварају се у мислеће убице способне да надмудре своје творце. Јунаци филма покушавају да се изборе са љутим грабљивцима.
Једна од експерименталних ајкула, ослобађајући се, напада катамаран за уживање. Захваљујући благовременој интервенцији запосленог у Акватици Картера Блејка, трагедија је спречена и ајкула је враћена у лабораторију. Међутим, Расел Френклин, председник фармацеутске компаније „Кајмира Фармасеутикалс” и главни спонзор др Мекалистера, забринут због онога што се догодило, стиже у Акватику да се лично упозна са ситуацијом. Сузан га позива да буде присутан у кључној фази експеримента - вађењу мождане материје из ајкуле и њеној обради неурона пацијента оболелог од Алцхајмерове болести. Експеримент иде добро. Али док Сузан прихвата честитке, ајкула, надражена димом из цигарете, одгризе руку Витлоку који јој је немарно пришао. Жртву је потребно што пре превести у болницу, а диспечер позива спасилачки хеликоптер. Међутим, због јаке олује, евакуација не успева - витло се заглави, а Витлок пада у резервоар са ајкулама. Непозната сила вуче хеликоптер за сајлу, и он се обруши директно на зграду лабораторије; погинули су и пилот и контролор, уништена је сва комуникациона опрема. Једна од експерименталних ајкула разбија стакло у подводној лабораторији користећи носила на којима је везан Витлок као овна за разбијање. Вода која јури унутра поплави лабораторију. Преживели – Френклин, Сузан, Картер, ихтиолог Џенис Хигинс и инжењер Скогинс – покушавају да дођу до горњих нивоа, али су и мердевине поплављене; једини излаз је да се у батискафу издигну на површину. Међутим, када се спусте на трећи ниво, испоставља се да је батискаф покварен. Док петоро преживелих покушавају да осмисле нови план акције, морске ајкуле пливају у станицу једна за другом. Једна од њих одлази у кухињу и напада бродског кувара, али овај успева да дигне рибу у ваздух помоћу плинског шпорета.
У наредним догађајима, радници Акватике гину један по један. Међутим, Сузан, која је отишла у своју кабину да преузме важне документе о пројекту, свлачи се до доњег веша и користи специјално одело које је раније пронашла као изолатор, и убија другу ајкулу високонапонском жицом. Она сама је последња која умире: жртвујући се, одвлачи последњу ајкулу од рањеног кувара и Блејка како би овом другом дала прилику да докрајчи чудовиште пре него што оно избије на пучину кроз оштећену решетку резервоара. У последњем тренутку, Картер и кувар Дадли разнесу ајкулу импровизованом бомбом.